# Стаурбридж
Ста́урбридж (англ. Stourbridge) — город в административном районе Дадли графства Уэст-Мидлендс в Англии, с населением 63,3 тыс. человек (согласно переписи 2011 года).
Стаурбридж — индустриальный центр, традиционно связанный с производством стекла; исторически — часть графства Вустершир. Название города связано с мостом через реку Стаур, пересекающей город, первые упоминания о котором относятся к XII веку.

## Знаменитые уроженцы
- Кэтлин Бут (род. 1922) — учёный и инженер в области информатики.
- Кэй Дэвис (род. 1951) — учёный в области генетики и молекулярной генетики.
- Джуд Беллингем (род. 2003) — футболист, полузащитник клуба «Реал Мадрид».
- Уильям Генри Бери (1859—1889) — преступник.